# Rothenbach (Glauchau)
Rothenbach ist ein Stadtteil der Großen Kreisstadt Glauchau im Landkreis Zwickau in Sachsen. Der Ort wurde mit seinem Ortsteil Albertsthal am 1. April 1929 nach Glauchau eingemeindet. Er gehört heute zum Glauchauer Ortsteil Rothenbach/Albertsthal, welcher zusammen 941 Einwohner hat (2020). Rothenbach trägt den Gemeindeschlüssel 120.

## Geografie

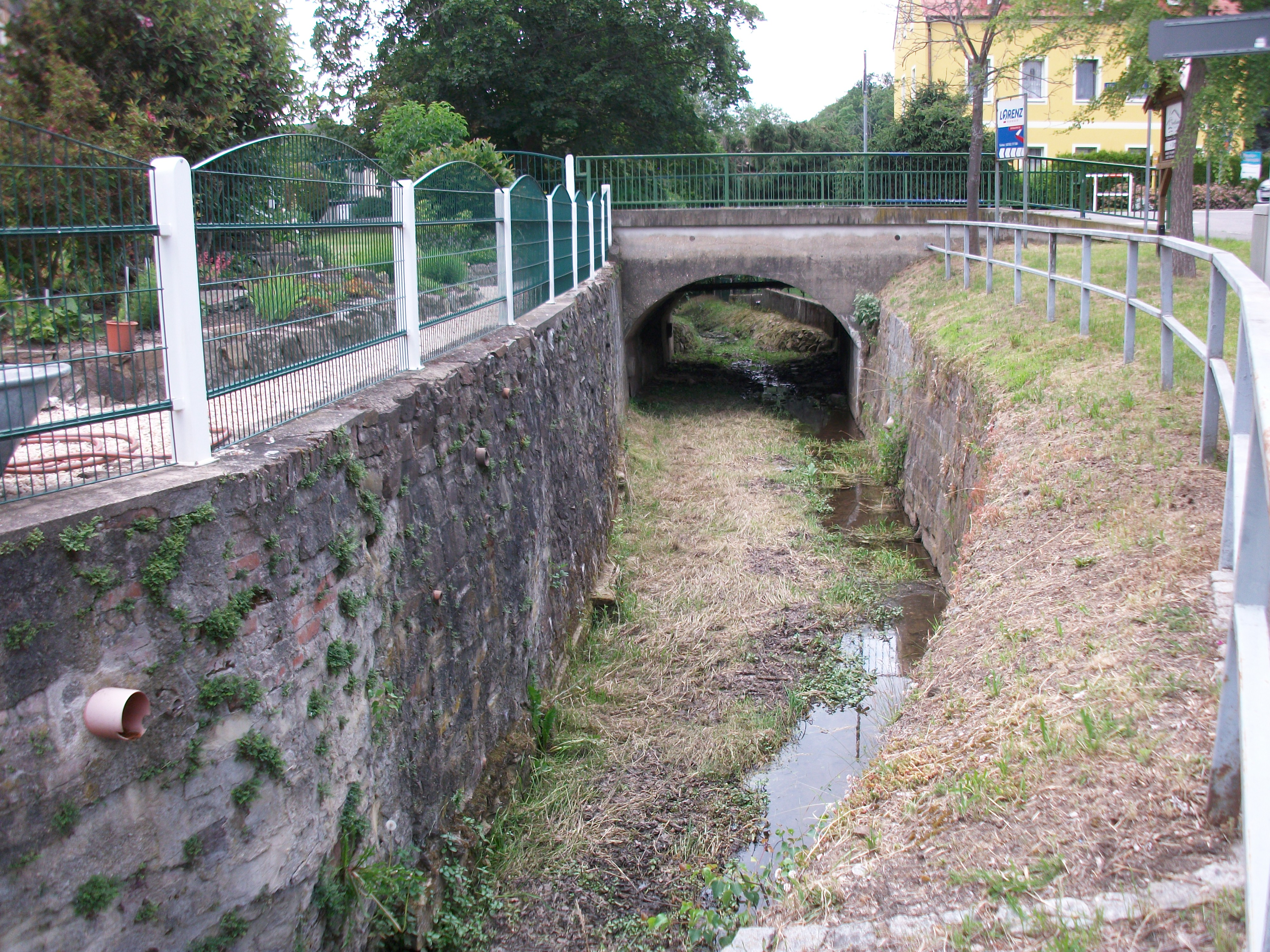
Bachbett des Rothenbachs in Rothenbach

### Geografische Lage und Verkehr
Rothenbach liegt südlich der Glauchauer Innenstadt im Tal des Rothenbachs, einem Zufluss der Zwickauer Mulde. Südöstlich des Orts befindet sich der Rümpfwald.

### Nachbarorte
| Albertsthal | Glauchau                                    |                |
| Hölzel      | Kompassrose, die auf Nachbargemeinden zeigt | Niederlungwitz |
| Wernsdorf   | Voigtlaide                                  | Rümpfwald      |

## Geschichte

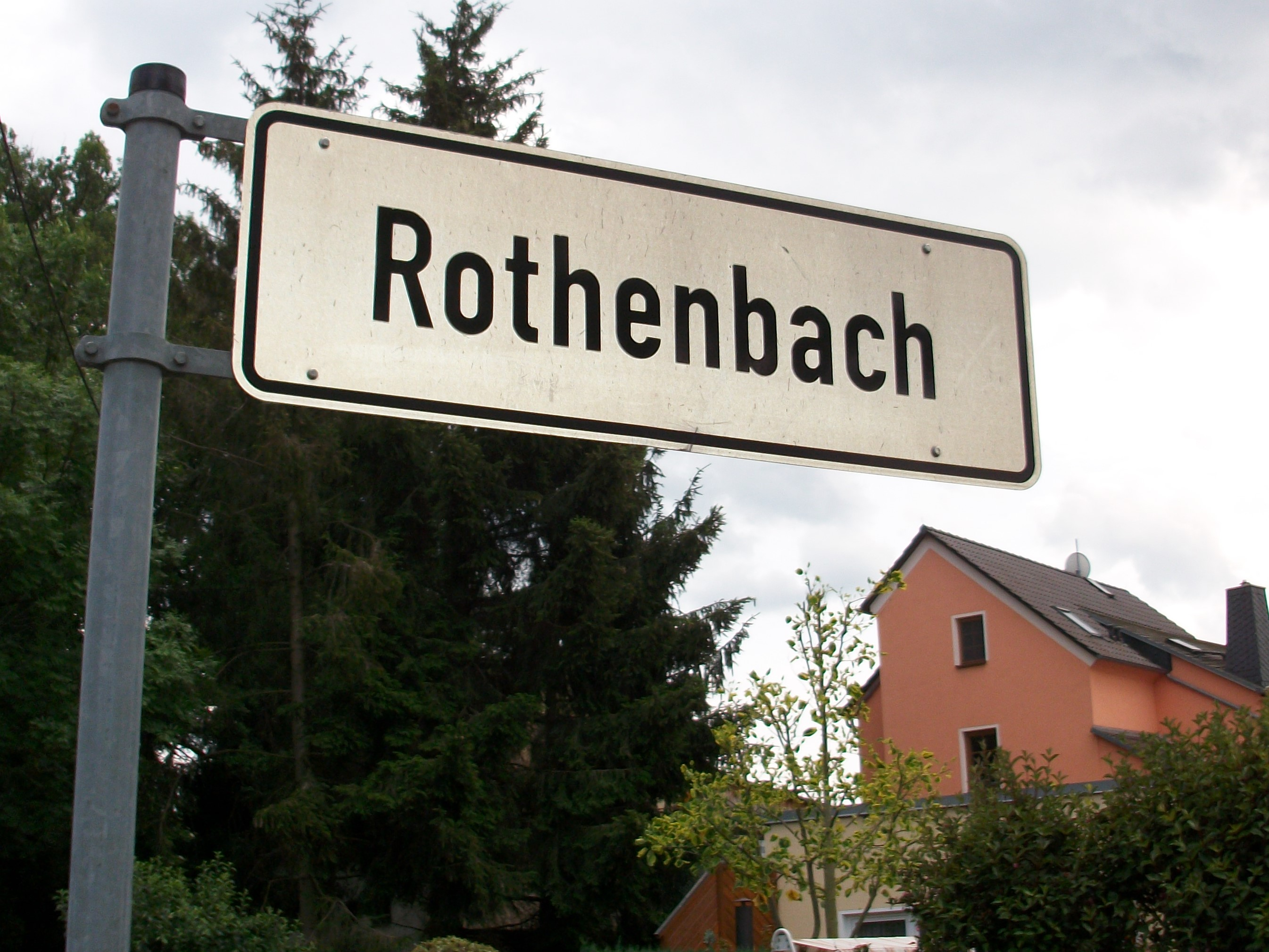
Rothenbach (Glauchau), Ortstafel

Der Name des Waldhufendorfs Rothenbach wurde erstmals im Jahr 1256 mit einem „Conradus de Rotenberg“ und belegt, was auf einen Herrensitz im Ort deutet. Bezüglich der Grundherrschaft gehörte der Ort bis ins 19. Jahrhundert als Amtsdorf zur Herrschaft Glauchau, Amt Hinterglauchau. Nachdem auf dem Gebiet der Rezessherrschaften Schönburg im Jahr 1878 eine Verwaltungsreform durchgeführt wurde, kam Rothenbach im Jahr 1880 zur neu gegründeten sächsischen Amtshauptmannschaft Glauchau. Kirchlich gehört der Ort seit jeher zu Glauchau.
Im Jahr 1918 wurde das in Glauchauer Flur liegende Albertsthal nach Rothenbach eingemeindet. Am 1. April 1929 wurde Rothenbach nach Glauchau eingemeindet. Durch die zweite Kreisreform in der DDR kam Rothenbach als Teil der Stadt Glauchau im Jahr 1952 zum Kreis Glauchau im Bezirk Chemnitz (1953 in Bezirk Karl-Marx-Stadt umbenannt), der im Jahr 1990 als sächsischer Landkreis Glauchau fortgeführt wurde und 1994 im Landkreis Chemnitzer Land bzw. 2008 im Landkreis Zwickau aufging. Rothenbach gehört heute zum Ortsteil Rothenbach/Albertsthal der Großen Kreisstadt Glauchau.

## Sehenswürdigkeiten

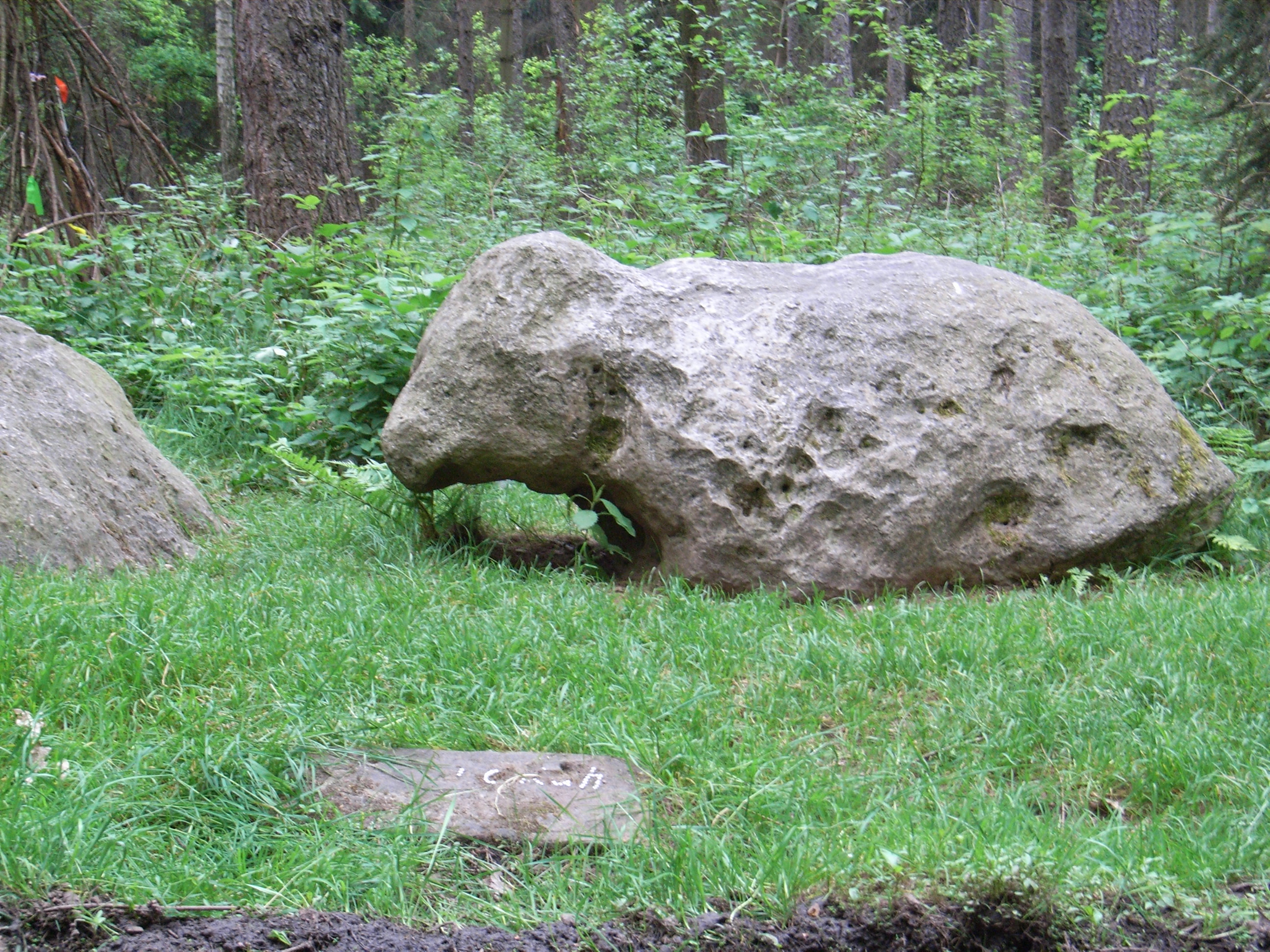
Steinerne Kuh im Rümpfwald

- Rümpfwald mit Steinerner Kuh

## Persönlichkeiten
- Fritz Keller (1915–1994), Maler, geboren in Rothenbach